# Deutsch-Ungarische Gesellschaft in der Bundesrepublik Deutschland
Die Deutsch-Ungarische Gesellschaft in der Bundesrepublik Deutschland (DUG) ist ein bundesweit gemeinnützig und überparteilich tätiger eingetragener Verein mit Sitz in Bonn und einer Bundesgeschäftsstelle in der Hauptstadt Berlin. Die Deutsch-Ungarische Gesellschaft ist am 1. Januar 1994 gegründet worden.
Vereinszweck ist die Pflege und Förderung der Beziehungen zwischen Ungarn und Deutschland auf politischem, wirtschaftlichem, kulturellem und wissenschaftlichem Gebiet.
Der DUG gehören mehr als 450 unmittelbare Mitglieder aus Deutschland, Ungarn, Österreich und der Schweiz an, darunter zahlreiche Multiplikatoren aus Politik, Wirtschaft und Gesellschaft. 2001 hat die DUG die zusätzliche Aufgabe übernommen, als Dachverband für regionale und fachlich orientierte deutsch-ungarische Gesellschaften als korporative Mitglieder zu wirken. Daneben gibt es korrespondierende und Ehrenmitglieder.
Der DUG war Mitglied der Europäischen Bewegung Deutschland.
Ausweislich zahlreicher Statements auf den DUG-Websites, insbesondere des Vorsitzenden Gerhard Papke und des Ökonomen Siegfried F. Franke, werden EU-kritische Positionen v. a. hinsichtlich der Politik der Europäischen Union gegenüber Ungarn (etwa zum Einfrieren von EU-Fördermitteln aus dem Kohäsionsfonds wegen Defiziten bei Rechtsstaatlichkeit und Korruptionsbekämpfung) sowie gegenüber Russland (EU-Sanktionen infolge des Russischen Überfalls auf die Ukraine 2022) vertreten.

## Ehrenmitglieder
Der Interessenverband hat folgende Ehrenmitglieder:
a) gemäß Satzung die jeweils akkreditierten Botschafter:
- Péter Györkös (Botschafter der Republik Ungarn, Berlin)
- Julia Gross (Botschafterin der Bundesrepublik Deutschland, Budapest)

b) durch Wahl bestimmte Mitglieder